# Rondo pour piano no 3 de Mozart
Le Rondo no 3 en la mineur, K. 511, pour piano de Wolfgang Amadeus Mozart a été composé en 1787. Il se compose d'un seul et unique mouvement, un andante marqué à 
.

## Contexte
Wolfgang Amadeus Mozart achève son Rondo en la mineur le 11 mars 1787. Si l'écriture du compositeur viennois est souvent perçue comme simple et raffinée, galante, séductrice ou aux effets dramatiques, elle présente parfois, dans certaines œuvres comme ce Rondo elle explore plus en avant, un parcours modulant plus original. François-Gildas Tual suppose que ce rondo, d'une étonnante complexité, du départ ou du décès d'un ami, voire des inquiétudes quant à la carrière du compositeur. En effet, dans ces années là, la situation financière de Wolfgang Amadeus Mozart est complexe, et le succès lui est de plus en plus difficile auprès du public. 

## Structure
Ce rondo de 182 mesures suit une organisation de type A-B-A-C-A. Le thème principal en la mineur utilise d'abord des croches avant la modulation en fa majeur avec des doubles croches puis une seconde modulation en la majeur. Durée : environ 10 minutes.

## Analyse
La pièce présente certes des ornements qui peuvent charmer l'oreille, mais elle donne bien plus de chromatismes et d'appogiatures dissonantes. Présentant la forme alternant refrains et couplets propre au genre du rondo, la pièce surprend dès le début un thème au rythme languissant de sicilienne d'une importante instabilité tonale. Le thème est rapidement altéré par le chromatisme, le dessin gagnant rapidement en complexité et allant dans les aigus. Chaque retour du refrain apporte de nouvelles variations, que ce soit ornementales, de tonalité majeure, des reversements de motifs, un dialogue entre les mains gauche et droite, accompagnement variant. Les couplets sont plus apaisés dans leur tonalité majeure, mais n'inverse pas la tendance et le refrain s'impose une dernière fois dans la coda, avec un contrechant en syncope.